# Manuel Pérez Martínez (El Cura Pérez)
Gregório Manuel Pérez Martínez (Alfamén, Província de Zaragoza, 9 de maio de 1944 - Montanhas de  Santander, Colômbia, 14 de fevereiro de 1998) foi um sacerdote católico e guerrilheiro espanhol, pioneiro da Teologia da Libertação, membro, ideólogo e comandante da organização armada colombiana Exército de Liberação Nacional (ELN). Em 1973,  Pérez tornou-se um dos líderes da organização e, em meados de a década de 1980, passou a ser o seu principal líder e responsável político. 
Era conhecido pelo codinome "Poliarco" e principalmente como "El Cura Pérez", por ter sido padre da Igreja Católica. 

## Biografia
Aos doze anos foi enviado ao seminário de Alcoriza, na Província de Teruel. Em 1959, ingressou no seminário maior da cidade de Zaragoza, onde estudou filosofia. Em 1962, filiou-se à Obra de Cooperación Sacerdotal Hispano-Americana (OSCHA) e cursou teologia no seminário da OSCHA em Madri. Em 1966, foi ordenado sacerdote em Roma pelo Papa Paulo VI. Ao retornar à Espanha, atuou em uma paróquia no bairro Getafe, em Madri, por aproximadamente três anos, juntamente com os padres  Domingo Laín Sanz e José Antônio Jiménez.
Posteriormente, mudou-se  para Santo Domingo (República Dominicana), juntamente com os padres Domingo Laín e Carmelo Gracia, todos integrantes da OSCHA. Em 27 de setembro de 1968, partiu para a Colômbia, onde, juntamente com os padres Jimenez e Laín, foi para Cartagena. Lá começaram a atuar em uma paróquia no bairro de Olaya, defendendo um cristianismo comprometido com os interesses dos mais pobres, baseado na Teologia da Libertação.
Nessa época, em toda a Colômbia, havia muitos dos chamados "padres vermelhos", que, em 1968, fundaram o chamado grupo Golconda, com a finalidade de estudar a encíclica Populorum Progressio. Pérez foi um integrante destacado do grupo, que se inspirava no exemplo do Padre Camilo Torres, que chegou inclusive a fundar um partido político, a Frente Unida, e depois juntou-se ao ELN, morrendo em seu primeiro combate, no dia 14 de fevereiro de 1966.
Posteriormente, Pérez trabalhou em Chambacú, o bairro mais pobre de Cartagena. Em 3 de fevereiro de 1969, ele e o padre Laín foram expulsos da Colômbia por apoiar uma greve de estivadores. Em dezembro de 1969, Pérez, Laín e Gracia retornaram clandestinamente ao país e ingressaram no ELN.
Em 1973, o exército da Colômbia quase dizimou o ELN, e Manuel Vásquez Castaño, seu principal comandante, foi morto. Tal circunstância fez com que Pérez assumisse a liderança da organização .
Em 14 de fevereiro de 1998, Pérez morreu de hepatite C, em algum lugar das montanhas do Departamento de Santander, no nordeste da Colômbia. Sua morte ocorreu cinco dias após um compromisso firmado no Palácio de Viana em Madrid, segundo o qual os representantes do ELN se comprometiam a dar início a um processo de paz.
Após a morte de Manuel Pérez, Nicolás Rodríguez, também conhecido como "Gabino", assumiu a liderança da organização. Gabino, guerrilheiro desde os 14 anos, era considerado um linha-dura. Ao comunicar a morte de Pérez, Gabino afirmou que o ELN continuaria com a mesma posição política, lutando pela memória do comandante morto.
Os militares colombianos retrataram Manuel Pérez como o maior terrorista da história do país - o homem que teria introduzido as minas antipessoais no país, responsável por mais de 500 atentados contra a infraestrutura petrolífera, com grandes danos ambientais e sociais.
Já os simpatizantes do grupo Golconda descreveram  Pérez como alguém que optou por servir aos pobres, mas que, equivocadamente, juntou-se à luta armada.
Era casado com Mônica, uma ex-freira, também vinculada à guerrilha, com quem teve uma filha.